# ۱۹۳۶ (فیلم)
۱۹۳۶ فیلمی به کارگردانی حسن قلی‌زاده، محمد بزرگ‌نیا و نویسندگی محمد بزرگ‌نیا، حسن قلی‌زاده ساختهٔ سال ۱۳۵۹ است.

## بازیگران
- محمدرضا سلیمانی